# Patrioti pro Evropu
Patrioti pro Evropu (anglicky Patriots for Europe) je pravicově populistická politická skupina v Evropském parlamentu. Založení frakce oznámili na tiskové konferenci ve Vídni dne 30. června 2024 maďarský premiér Viktor Orbán (Fidesz), bývalý český premiér Andrej Babiš (ANO) a bývalý rakouský ministr vnitra Herbert Kickl (FPÖ).
Předpokladem pro ustavení politické frakce v Evropském parlamentu je členství alespoň 23 europoslanců z minimálně sedmi členských zemí EU. Tyto tři zakládající strany kandidovaly v evropských volbách v roce 2024, které se konaly od 6. června do 9. června 2024, ve svých předchozích frakcích.
Představitelé tří stran podepsali „vlastenecký manifest“, který stanoví cíle frakce, mezi něž patří větší suverenity členských zemí EU, boj proti nelegální migraci a revize Zelené dohody pro Evropu (Green Deal).

Patrioti pro Evropu mají europoslance ze 12 členských států EU. Tmavě fialová – členské státy, které mají v Evropském parlamentu dva a více europoslanců. Světle fialová – členské státy s jedním europoslancem.

Poslanci za Fidesz do nedávna nepatřili k žádné skupině EU, protože v březnu 2021 opustili křesťanskodemokratickou frakci EPP. EPP v roce 2024 opustil i koaliční partner Fideszu KDNP, který přispěl Patriotům pro Evropu 1 mandátem. Poslanci ANO patřili od roku 2011 do liberálně-centristické frakce Renew Europe, ale po volbách do evropského parlamentu v roce 2024 ji po neshodách v programu opustili. FPÖ patřila ve volebním období 2019 až 2024 k frakci Identita a demokracie.
Čtvrtým členem této vznikající frakce se stala pravicová portugalská strana CHEGA! (DOST!), která přispěla s dvěma mandáty. Pátým členem se stala pravicová španělská strana VOX, která ve volbách získala 6 mandátů. Do frakce vstoupila dle slov svého předsedy Geerta Wilderse i pravicová nizozemská Strana pro svobodu (PVV), která přidala dalších 6 mandátů. Se 3 mandáty dále přispěla pravicová belgická strana Vlaams Belang (VB) a s 1 mandátem přispěla také pravicová Dánská lidová strana (DF), díky čemuž frakce splňuje podmínku členských subjektů ze sedmi zemí EU. Do frakce se připojilo i francouzské Národní sdružení političky Marine Le Penové, ze kterého je i předseda frakce Jordan Bardella. Členy jsou i čeští europoslanci z hnutí Přísaha Filip Turek a Nikola Bartůšek. Strana Motoristé sobě, která kandidovala společně s Přísahou, je podle webových stránek také členem frakce, ačkoliv podle práva nemůže. Dalším členem této frakce se stala strana italského vicepremiéra Mattia Salviniho Liga severu, která v evropských volbách získala 8 mandátů.
Uvažovalo se o polské straně PiS, která získala 20 mandátů, ale nakonec se rozhodla o setrvání ve frakci Evropských konzervativců a reformistů, nebo o slovenské straně SMER-SD, která získala 5 mandátů, ale i ta se rozhodla, že zůstane mezi nezařazenými, popřípadě se pokusí o návrat do frakce Pokrokového spojenectví socialistů a demokratů.
Frakce Patrioti pro Evropu se stala třetí nejsilnější v počtu europoslanců Evropského parlamentu.
Frakce musela vzniknout do 15. července 2024, neoficiální datum však bylo 4. července vzhledem k projednáváním o přerozdělení vedoucích postů v EP.

## Členské strany
| Členský stát  | Název strany                         | Zkratka  | Bývalá frakce                                        | Počet mandátů | Poznámky |
| ------------- | ------------------------------------ | -------- | ---------------------------------------------------- | ------------- | -------- |
| Belgie        | Vlámský zájem                        | VB       | Identita a demokracie do roku 2024                   | 3/86          |          |
| Česko         | ANO 2011                             | ANO      | Obnovme Evropu do roku 2024                          | 7/86          |          |
| Česko         | Přísaha občanské hnutí               | PŘÍSAHA  | Nová strana                                          | 1/86          |          |
| Česko         | Motoristé sobě                       | AUTO     | Nová strana                                          | 1/86          |          |
| Dánsko        | Dánská lidová strana                 | DF       | Identita a demokracie do roku 2024                   | 1/86          |          |
| Francie       | Národní sdružení                     | RN       | Identita a demokracie do roku 2024                   | 30/86         |          |
| Itálie        | Liga za premiéra Salviniho           | Lega/LSP | Identita a demokracie do roku 2024                   | 8/86          |          |
| Lotyšsko      | Lotyšsko na prvním místě             | LPV      | Nová strana                                          | 1/86          |          |
| Maďarsko      | Fidesz – Maďarská občanská unie      | Fidesz   | Evropská lidová strana do roku 2021, poté nezařazení | 10/86         |          |
| Maďarsko      | Křesťanskodemokratická lidová strana | KDNP     | Evropská lidová strana do roku 2024                  | 1/86          |          |
| Nizozemsko    | Strana pro svobodu                   | PVV      | Identita a demokracie do roku 2024                   | 6/86          |          |
| Portugalsko   | Chega                                | CHEGA!   | Identita a demokracie do roku 2024                   | 2/86          |          |
| Rakousko      | Svobodná strana Rakouska             | FPÖ      | Identita a demokracie do roku 2024                   | 6/86          |          |
| Řecko         | Hlas rozumu – Afroditi Latinopoulou  | FL       | Nová strana                                          | 1/86          |          |
| Španělsko     | Vox                                  | VOX      | Evropští konzervativci a reformisté do roku 2024     | 6/86          |          |
| Polsko        | Ruch Narodowy                        | RN       | Nová strana                                          | 2/86          |          |
| Evropská unie |                                      |          |                                                      | 86/720        |          |

## Předsednictvo
Předsednictvo skupiny během 10. volebního období Evropského parlamentu.
| Funkce           | Člen                  | Země        | Politická strana                |
| ---------------- | --------------------- | ----------- | ------------------------------- |
| Prezident        | Jordan Bardella       | Francie     | Národní sdružení                |
| 1. viceprezident | Kinga Gál             | Maďarsko    | Fidesz – Maďarská občanská unie |
| Viceprezident    | Roberto Vannacci      | Itálie      | Liga za premiéra Salviniho      |
| Viceprezident    | Klára Dostálová       | Česko       | ANO 2011                        |
| Viceprezident    | Sebastiaan Stöteler   | Nizozemsko  | Strana pro svobodu              |
| Viceprezident    | António Tânger Corrêa | Portugalsko | Chega                           |
| Viceprezident    | Hermann Tertsch       | Španělsko   | Vox                             |
| Viceprezident    | Harald Vilimsky       | Rakousko    | Svobodná strana Rakouska        |